# グレイヴ (バンド)

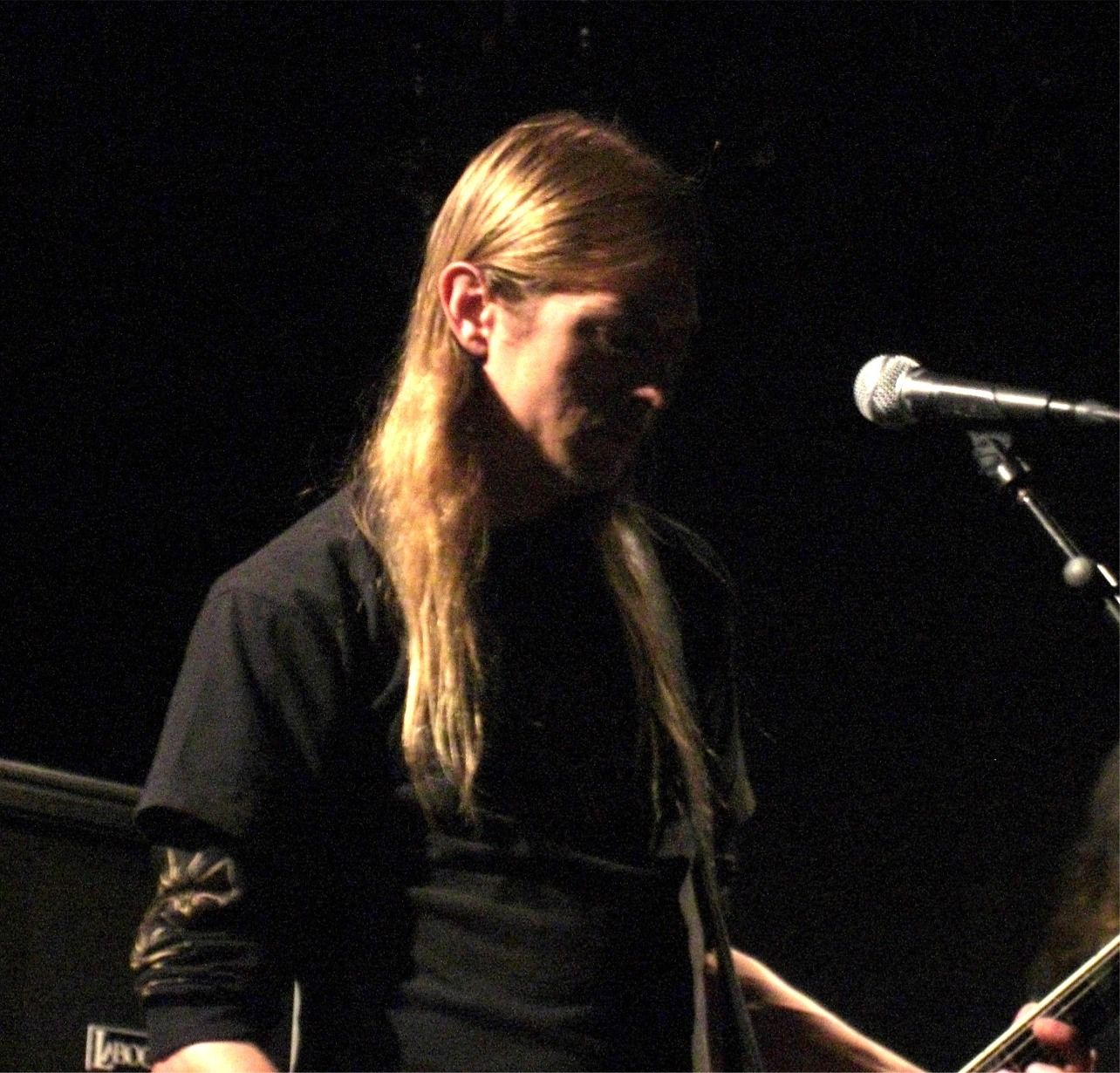
オラ・リンドグレン. Klubben 2008

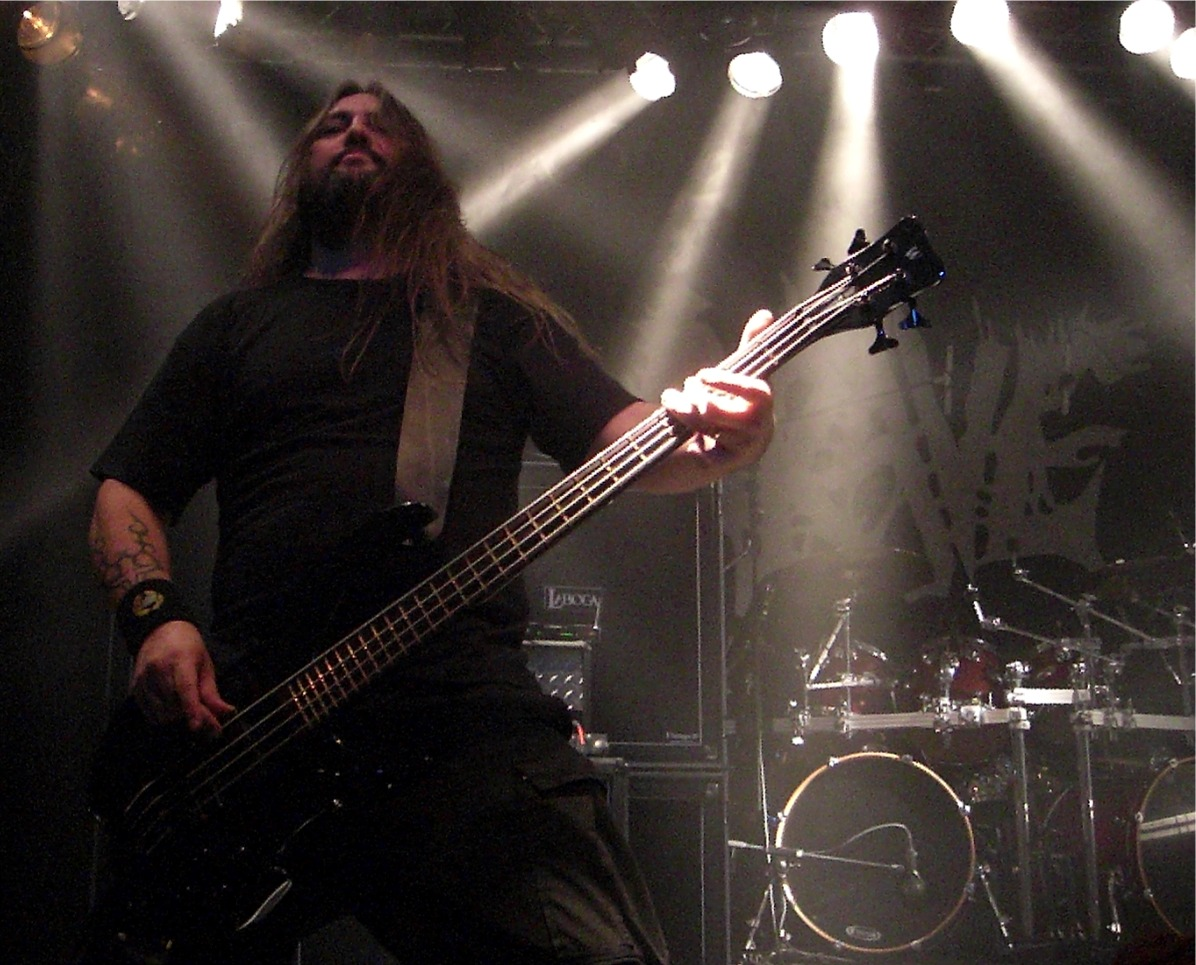
フレドリック・イサックソン. Klubben 2008

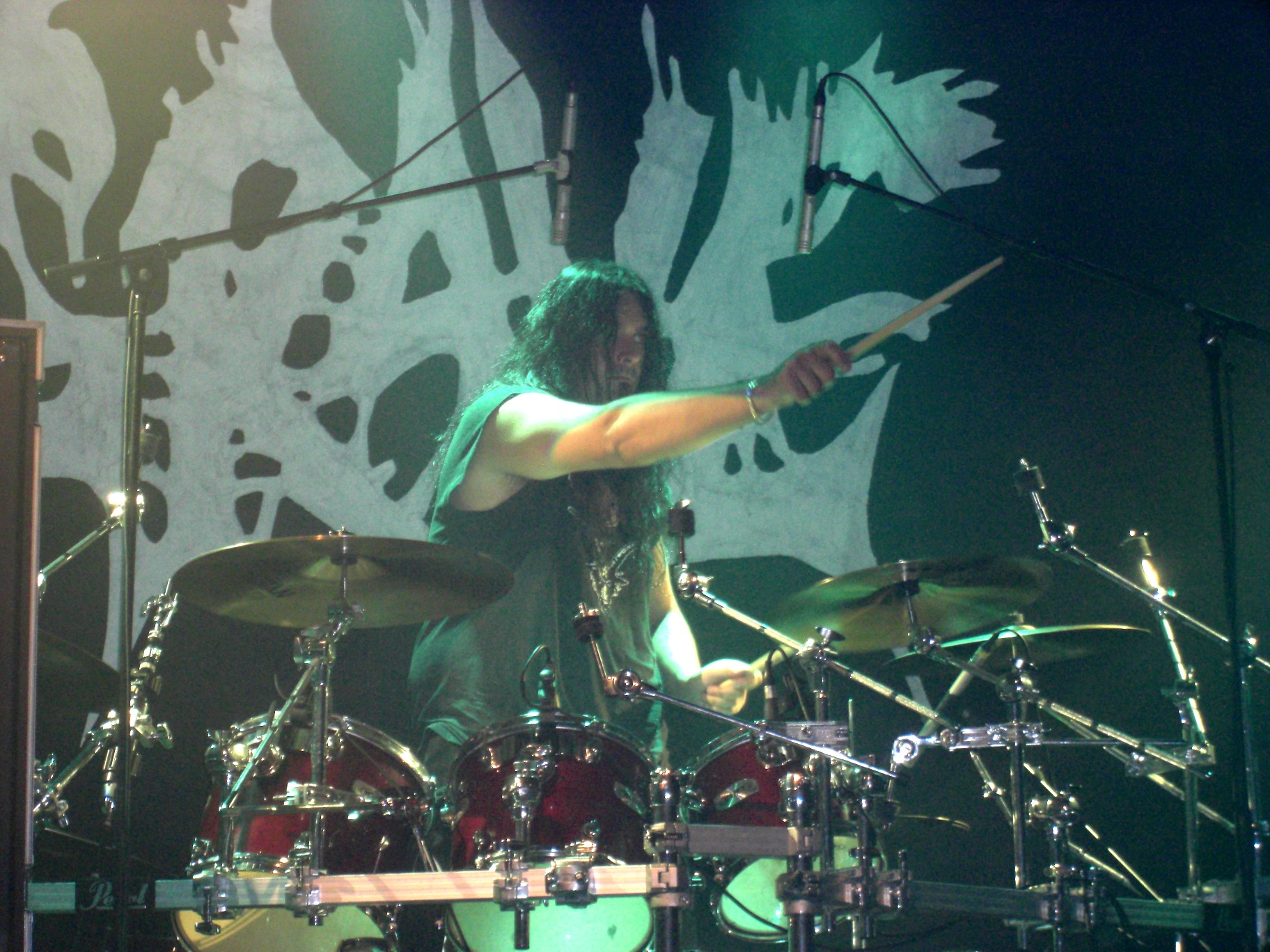
ロニー・ベルガーストール. Klubben 2008

グレイヴ (Grave)は、スウェーデンのデスメタルバンド。1986年に、ギタリスト兼ボーカリストのオラ・リンドグレンを中心に結成された。リンドグレンは、現在でもメンバーであり、結成時から在籍する唯一のメンバーでもある。グレイヴは、1990年代前半に大きな成功をおさめ、特に最初の4枚のアルバム、『Into the Grave』、『You'll Never See...』、『Soulless』、『Hating Life』でスウェーデンのデスメタルバンドとしての地位を築いた。前述の4枚のアルバムをリリースしたのち、1997年に解散する。そして、解散から2年後の1999年に再結成している。再結成後には6枚のアルバムをリリースし、2013年1月までに10枚のアルバムをリリースしている。

## 略歴

### 活動初期 (1986-1993)
1986年に、オラ・リンドグレン (Lead G、Vo)、ヨルゲン・サンドストローム (Lead Vo、Rhythm G、B)、イェンス・ポールソン (Ds、Vo)の3名で結成。結成時の名前は、コープス (Corpse)であった。コープスは1枚のデモテープをリリースしたが、1988年にグレイヴ (Grave)にバンド名を変更する。バンド名変更後、活動を活発化させてゆくのだが、1989年にバンド名をPutrefactionに再変更。バンド名変更に際して、ベーシストのヨナス・エドワードソン (B)が加入。同年3月にデモテープをリリースするも、この体制は長続きせず、数か月でエドワードソンが脱退。バンド名を、グレイヴに再々変更している。この後もデモテープのリリースを積極的に行い、1991年にセンチュリー・メディア・レコードとの契約を得る。この契約までの間は、リンドグレンとサンドストロームのパートはかなり流動的であった。同年にヨナス・トルンダル (B)が加入。リンドグレン (Lead G、Lead Vo)、サンドストローム (Rhythm G)、トルンダル (B)、ポールソン (Ds)の布陣が固まる。
1991年に1stアルバム『Into the Grave』でデビュー。また、1stアルバムリリース前に2枚程度のスプリットアルバムに参加している。また、リリースに併せて、アメリカ及びヨーロッパツアーが敢行された。
1992年に2ndアルバム『You'll Never See...』をリリース。デビューアルバムと同じスタイルのデスメタルを演奏していた。しかしながら、このアルバムのレコーディング前にベーシストのトルンダルが脱退。脱退の原因は、ツアーに嫌気がさしたことだった。これを受けて、バンドは後任を探したが、結局、スリーピースでの活動となり、ギタリストのサンドストロームがベースを兼任することとなった。この他にも、3人の中でボーカルについてパートの変更があり、結果的に、リンドグレン (Lead G、Backing Vo)、サンドストローム (Lead Vo、Rhythm G、B)、ポールソン (Ds、Key)となっている。また、この頃にはストックホルムのデスメタルバンド、ディスメンバーと共に、モービッド・エンジェルがヘッドライナーを務めるヨーロッパツアーに参加している。

### 2枚のアルバムと活動休止 (1994-2003)
1994年に3rdアルバム『Soulless』をリリース。このアルバムは、2ndアルバムとは幾分違った音楽スタイルとなった。具体的には、以前までのデスメタルスタイルに、実験音楽的でインダストリアルな要素を混ぜるようになった。同アルバムでは、以前からまたパートの変更があり、リンドグレン (Lead G)、サンドストローム (Lead Vo、B)、ポールソン (Ds)となっている。1996年に、サンドストロームが脱退。この脱退を受けて、リンドグレンがリードボーカルとベースも担当するようになった。同年に4thアルバム『Hating Life』をリリース。4thアルバムは、3rdアルバムで示した音楽性をより推し進めたものとなった。更に、ヨーロッパとアメリカのツアーにも同行しており、その模様がライヴアルバム『Extremely Rotten Live』としてリリースされている。この後、バンドは解散した。
1999年に再結成。再結成時、リンドグレン (Lead G、Lead Vo、B)、ポールソン (Ds)に加えて、1991年から1992年まで短期間ベーシストとして参加していた、ヨナス・トルンダルがギタリストとして加入した。スローペースであったものの、リハーサルを始める。このリハーサルは、最終的にヨーロッパツアーと2002年にリリースされる5thアルバムに向けてのウォームアップとなった。2001年にセリオンで活動経験のある、フレドリック・イサックソン (B)が加入。リンドグレンがボーカル兼リードギターとなる。2002年に5thアルバム『Back from the Grave』をリリース。5thアルバムは、3rdアルバム『Soulless』の影響をわずかに残しつつも、2ndアルバム『You'll Never See...』時代の音楽性に回帰した作品となった。同アルバムには、ボーナス・ディスクが付属し、デモ音源が収録された。同アルバムリリース後、オリジナルメンバーのポールソンが脱退。2003年に、Coercion等で活動するペレ・エケグレン (Ds)が加入した。

### 『Fiendish Regression』と『As Rapture Comes』(2004-2007)
2004年に6thアルバム『Fiendish Regression』をリリース。同アルバムは、よりアグレッシヴになり、今までより幾分速い曲が多くなった。同年には、クリプトプシーのヨーロッパツアーに同行している。
2006年に7thアルバム『As Rapture Comes』をリリース。6thアルバムよりもさらにアグレッシヴに、更に曲も早くなった。注目に値するものとして、アリス・イン・チェインズの「Them Bones」のカヴァーが収録されている点が挙げられる。このアルバムリリースに伴って、ディスメンバー、ヴァイタル・リメインズ、Demiricous、Witheredと共にアメリカ、カナダツアーを行っている。2006年11月には、Masters of Death tourの一部にアンリーシュド、ディスメンバー、エントゥームド、Exterminatorと出演した。また9月には、『Ithyphallic』リリースに伴うナイルのヨーロッパツアーにサポートとして参加した。また、同年にはエケグレンが脱退し、センティネクスで活動していたロニー・ベルガーストール (Ds)が加入している。更に、2007年にはトルンダルも脱退した。

### 近年 (2008-)
7thアルバムリリース後、長らく契約していたセンチュリー・メディア・レコードを離脱。リゲイン・レコードに移籍した。2008年に、8thアルバム『Dominion VIII』をリリース。同アルバムでは、よりオールド・スクールなデスメタルスタイルの音楽を演奏した。アルバムレコーディング後、マグヌス・マルティンソン (G)が加入。2010年に9thアルバム『Burial Ground』をリリース。8thアルバムと同じ音楽性であった。同アルバムにマルティンソンは不参加である。2010年にイサックソンが脱退。ディスメンバーのトビアス・クリスティアンソン (B)が加入。
2011年、マルティンソンが音源に参加することなく脱退し、ミカ・ラグレン (G)が加入。更に、リゲイン・レコードから離脱し、再びセンチュリー・メディア・レコードと契約した。6月、アルバムのレコーディング開始を発表。『Endless Procession of Souls』と題された10thアルバムは、2012年8月27日にヨーロッパでリリースされ、アメリカでは1日遅れでのリリースとなった。
2015年に11thアルバム『Out of Respect for the Dead』をリリース。
2017年11月末、ドラマーのロニー・ベルガーストールが脱退した。2018年6月、ミカ・ラグレンの兄弟であるトーマス・ラグレンが新ドラマーとして加入した。
2023年12月、ミカ・ラグレンとトビアス・クリスティアンソンが脱退した。脱退発表の際には、後任は発表されなかった。
2024年になって、1991年時点のラインナップになることが発表された。ヨルゲン・サンドストローム (Lead Vo, G)、ヨナス・トルンダル (B)、イェンス・ポールソン (Ds)が再加入した。なお、元々所属していたドラマーのトーマス・ラグレンの脱退発表はなかったが、ドラマーも初期に活動していたポールソンに交代することとなった。

## ラインナップ

### 現メンバー
- ヨルゲン・サンドストローム (Jörgen Sandström) - ボーカル、ギター (1986-1996, 2024-)

時期によって、ギター兼ボーカル兼ベース、ベース兼ボーカルなどを務めた時期もあり、担当パートは不安定であった。
エントゥームド、Krux、The Project Hate MCMXCIX、Torture Division、Grinding Death、Vicious Artでも活動。
- オラ・リンドグレン (Ola Lindgren) - リードギター、ボーカル (1986-)

時期によっては、リードギター専任、リードギター兼バッキング・ボーカル、ボーカル兼リードギター兼ベースなど、担当パートは不安定であった。2001年以降は、メインボーカル兼リードギターに落ち着いたが、2024年に初期ラインナップとなった際に、ギター兼バッキング・ボーカルへと戻っている。
Spazmosityでも活動。
- ヨナス・トルンダル (Jonas Torndal) - ベース (1991-1992, 2024-)、ギター (1999-2007)

Overtortureでも活動。
- イェンス・ポールソン (Jens "Jensa" Paulsson) - ドラムス (1986-1997、1997-2002、2024-)

一部のアルバムで、キーボードを担当したことがある。
Grinding Deathでも活動。

### 旧メンバー
- マグヌス・マルティンソン (Magnus Martinsson) - ギター (2008-2011)

Overtorture、Insisionでも活動。グレイヴの音源には不参加。
- ミカ・ラグレン (Mika Lagrén) - ギター (2011-2023)

フェイスブレイカーでも活動。
- ヨナス・エドワードソン (Jonas Edwardsson) - ベース (1989)

Putrefaction期のみの在籍。
- フレドリック・イサックソン (Fredrik Isaksson) - ベース (2001-2010)

セリオン、Denied、Excruciateでも活動。
- トビアス・クリスティアンソン (Tobias Cristiansson) - ベース (2010-2023)

ディスメンバーでも活動。
- ペレ・エケグレン (Pelle Ekegren) - ドラムス (2003-2006)

GodHateCode、Coercion、Malfeitorでも活動。
- ロニー・ベルガーストール (Ronnie Bergerståhl) - ドラムス (2006-2017)

センティネクス、トリトン・エニグマ、ワールド・ビロウ、Julie Laughs Nomore、Demonical、アマランでも活動。
- トーマス・ラグレン (Tomas Lagrén) - ドラムス (2018-2024)

ミカ・ラグレンの兄弟。
インテスティナル等のバンドで活動している。他バンドではドラマーのみならずボーカリスト、ギタリスト、ベーシストとしての活動も行っているマルチプレイヤーである。

## ディスコグラフィー

### フルレンス・アルバム
- 1991年 Into the Grave
- 1992年 You'll Never See...
- 1994年 Soulless
- 1996年 Hating Life
- 2002年 Back from the Grave
- 2004年 Fiendish Regression
- 2006年 As Rapture Comes
- 2008年 Dominion VIII
- 2010年 Burial Ground
- 2012年 Endless Procession of Souls
- 2015年 Out of Respect for the Dead

### ライヴアルバム
- 1997年 Extremely Rotten Live

### コンピレーション
- 2003年 Morbid Ways to Die
- 2008年 Exhumed - A Grave Collection
- 2010年 Death Unhallowed
- 2011年 Necropsy - The Complete Demo Recordings 1986-1991
- 2012年 The Dark Side of Death

### スプリットアルバム
- 1991年 Grave / Deviated Instinct / Devolution
- 1991年 In the Eyes of Death

### デモ・EP
- 1989年 Sick Disgust Eternal (Demo)
- 1989年 Sexual Mutilation (Demo)
- 1989年 Anatomia Corporis Humani (Demo)
- 1989年 Promo 1989 (Demo)
- 1991年 Promo 91 (Demo)
- 1991年 Tremendous Pain (EP)
- 1993年 ...And Here I Die... Satisfied (EP)

### DVD
- 2003年 Enraptured

### Putrefaction名義
- 1989年 Painful Death (Demo)

### コープス名義
- 1986年 Black Dawn (Demo)